# Selenops dufouri
Selenops dufouri is een spinnensoort uit de familie van de Selenopidae.
De wetenschappelijke naam van de soort werd voor het eerst geldig gepubliceerd in 1863 door Vinson.